# Kep1er
Kep1er (kor. 케플러) – południowokoreański girlsband założony w 2021 roku w konsekwencji wyemitowania survivalowego programu Girls Planet 999, emitowane na kanale Mnet, i zarządzana przez Swing Entertainment oraz WakeOne. Grupa składa się z siedmiu członkiń: Kim Chae-hyun, Huening Bahiyyih, Choi Yu-jin, Kim Da-yeon, Seo Young-eun, Ezaki Hikaru i Shen Xiaoting. Początkowo był to dziewięcioosobowy zespół, ale byłe członkinie Kang Ye-seo i Sakamoto Mashiro opuściły grupę w lipcu 2024 roku. Zespół zadebiutował 3 stycznia 2022 roku minialbumem First Impact.

## Nazwa
„Kep1er” to nazwa zasugerowana przez widzów programu Girls Planet 999 za pośrednictwem serwisu Naver. Odnosi się do Johannesa Keplera, niemieckiego astronoma i matematyka z XVI i XVII wieku.

## Historia

### Przed debiutem:Girls Planet 999
Grupa Kep1er powstała w efekcie programu survivalowego Girls Planet 999, który został wyemitowany na kanale Mnet od 6 sierpnia do 22 października 2021 roku. W programie brało udział 99 uczestniczek z Chin, Japonii i Korei Południowej, aby zadebiutować w międzynarodowej grupie dziewcząt. Z początkowych 99 uczestniczek tylko pierwsza dziewiątka znalazła się w ostatecznym składzie.
Przed rozpoczęciem programu kilka członkiń grupy było już aktywnych w branży rozrywkowej. Choi Yu-jin zadebiutowała w dziewczęcej grupie CLC. Kang Ye-seo była członkinią dziecięcej grupy CutieL w 2010 roku, następnie dołączyła do Busters w 2019, ale opuściła grupę w 2020 roku.
Kim Da-yeon brała udział w Produce 48 w 2018 roku, reprezentując CNC Entertainment, podczas gdy Shen Xiaoting uczestniczyła w Produce Camp 2020, reprezentując Top Class Entertainment. Obie zostały wyeliminowane w pierwszej rundzie, zajmując 70. i 80. miejsce. Mashiro Sakamoto była stażystką w JYP Entertainment w latach 2016–2018. Xiaoting była tancerką towarzyska i współczesną, zdobyła złoty medal w konkursie tańca współczesnego w Szanghaju, a także zajęła szóste miejsce na świecie w konkursie brytyjskim.

### 2021–2022: Debiut zFirst Impact,Queendom 2i japoński debiut zFly-Up
Kep1er pierwotnie miał zadebiutować 14 grudnia 2021 roku, a przedsprzedaż ich minialbumu First Impact rozpoczęła się 29 listopada. Zespół miał także wystąpić na Mnet Asian Music Awards 2021 11 grudnia. Jednak ogłoszono, że zaplanowany debiut grupy został przesunięty na 3 stycznia 2022 roku po tym, jak jeden z członków ich personelu otrzymał pozytywny wynik testu na COVID-19. Ich występ na Mnet Asian Music Awards 2021 również został odwołany. 14 grudnia ujawniono, że członkinie grupy Mashiro i Xiaoting miały pozytywny wynik testu na COVID-19 i ogłoszono ich pełne wyzdrowienie 26 grudnia.

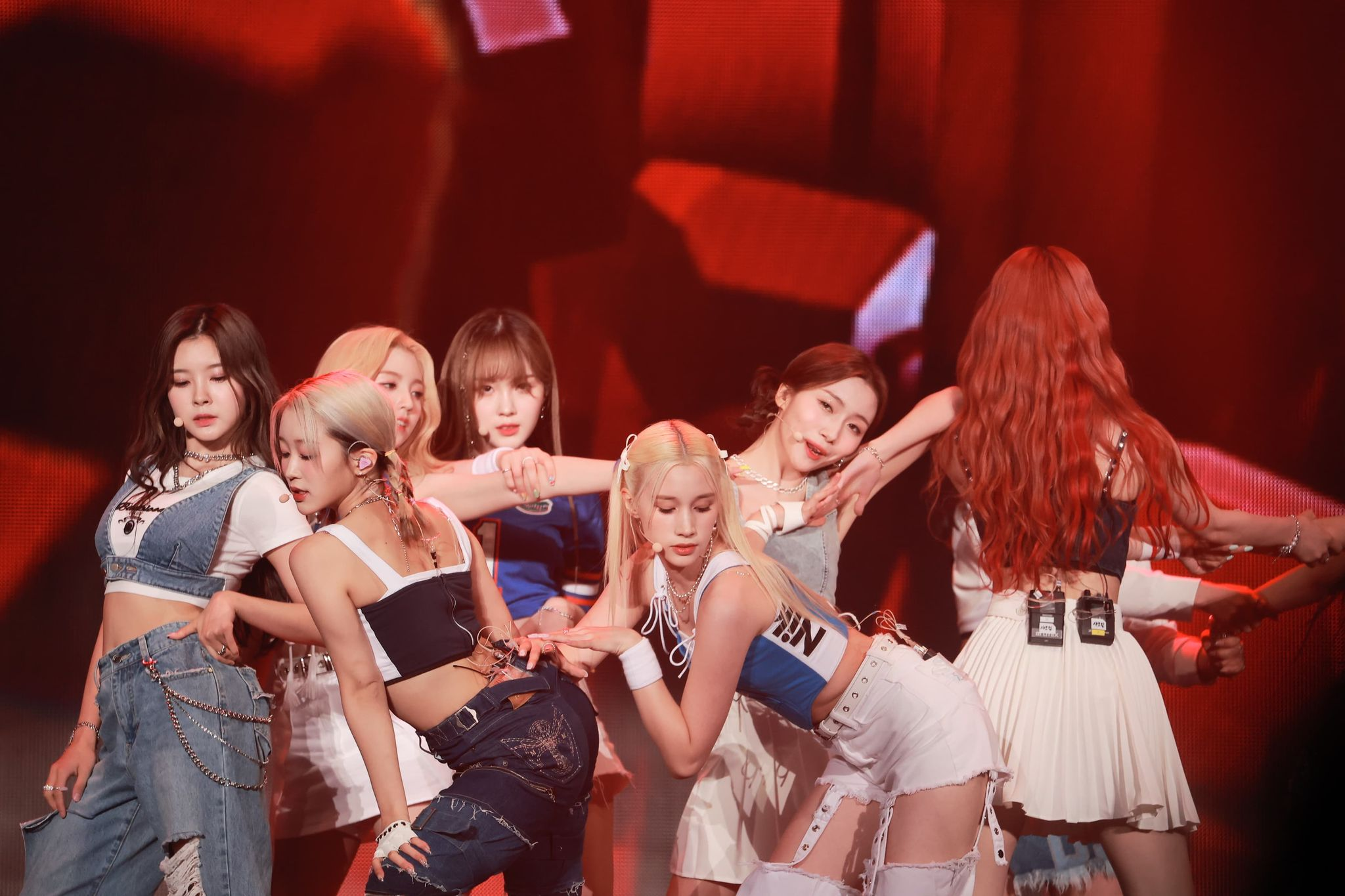
Kep1er w lipcu 2022 roku

3 stycznia 2022 roku Kep1er wydały swój debiutancki minialbum First Impact, z „Wa Da Da” jako głównym singlem. 10 stycznia ogłoszono, że Chaehyun została nową współprowadzącą programu muzycznego SBS MTV The Show, obok Yeosanga z Ateez i Minhee z Cravity. 13 stycznia Kep1er zdobył swoją pierwszą nagrodę w programie muzycznym M Countdown za utwór „Wa Da Da”. 21 lutego 2022 roku potwierdzono, że Kep1er wezmą udział w drugim sezonie programu reality-show Mnet Queendom, którego premiera zaplanowana była na marzec 2022 roku. 20 czerwca Kep1er wydały swój drugi minialbum Doublast, którego głównym singlem był „Up!”. 3 sierpnia Kep1er wydał swój pierwszy japoński singiel Fly-Up, którego głównym utworem był „Wing Wing”. Singiel został wydany 7 września 2022 roku. 23 września Kep1er wydał promocyjny singiel „Sugar Rush” za pośrednictwem Universe Music. 13 października Kep1er wydał swój trzeci minialbum Troubleshooter, którego głównym singlem był „We Fresh”.

### Od 2023: Pierwsza trasa koncertowa po Japonii i kontynuacja jako siedmioosobowa grupa
14 lutego 2023 roku WakeOne i Swing Entertainment ogłosiły daty trasy koncertowej Kep1er w Japonii Kep1er Japan Concert Tour 2023 „Fly-By”, która odbędzie się w Aichi i Hyogo. Był to pierwszy raz od debiutu, kiedy grupa wyruszyła w trasę po Japonii. 15 marca Kep1er wydał swój drugi japoński singiel Fly-By z utworem głównym „I Do! Do You?”. 10 kwietnia grupa wydała swój czwarty minialbum Lovestruck! , z „Giddy” jako głównym singlem. Kep1er z powodzeniem przeprowadził swoją trasę koncertową, występując w Tokio na Yoyogi National Stadium w dniach 20–21 maja, Aichi Sky Expo w dniach 2–3 czerwca oraz w Kobe World Memorial Hall w Kobe w dniach 10–11 czerwca. 6 lipca Kep1er wydał promocyjny singiel „Rescue Tayo” we współpracy z kanałem YouTube z animacjami dla dzieci Tayo the Little Bus. 25 września grupa wydała swój piąty minialbum Magic Hour z „Galileo” jako głównym singlem. 22 listopada grupa wydała swój trzeci japoński singiel Fly-High z „Grand Prix” jako głównym singlem.

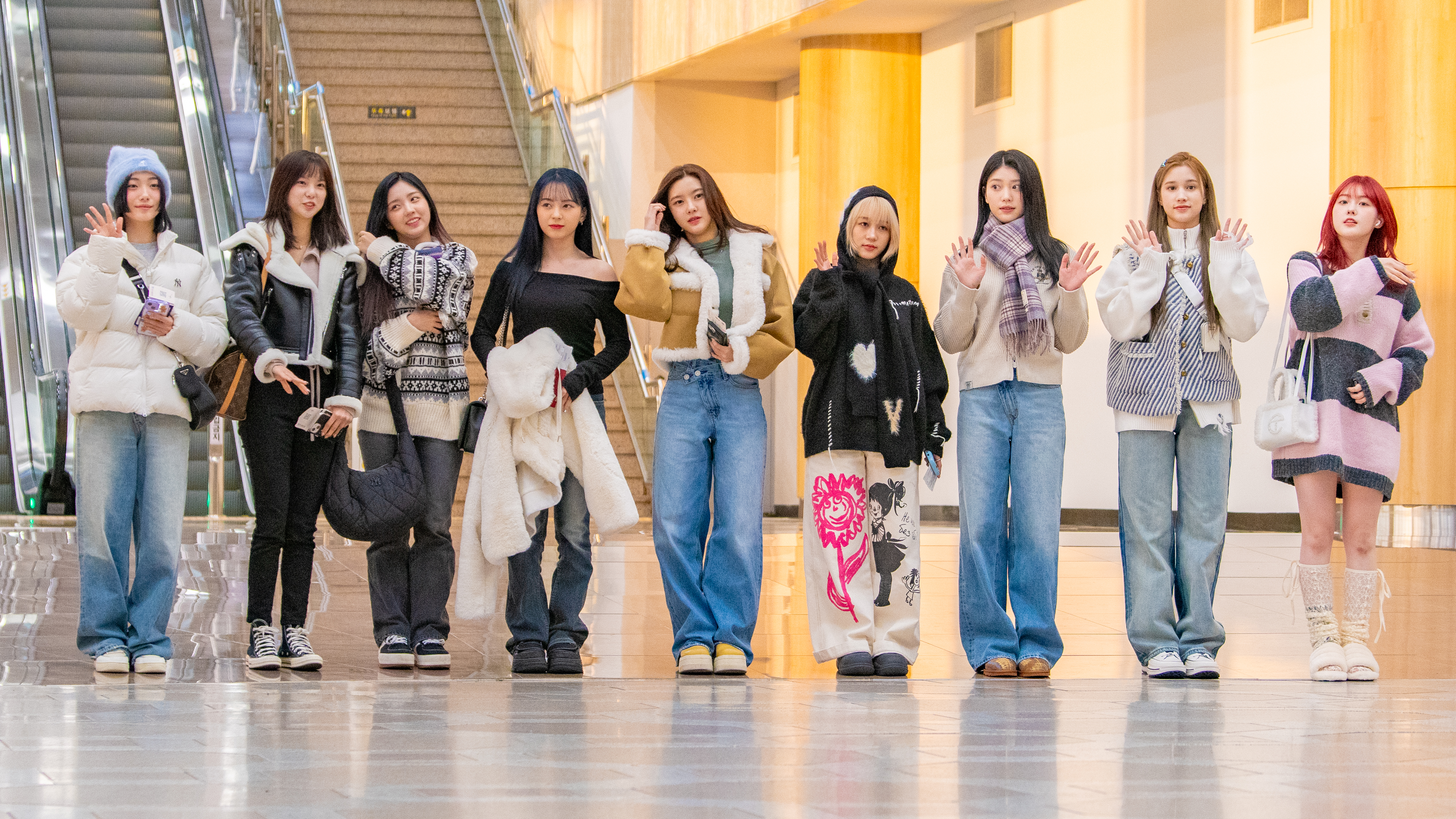
Kep1er w listopadzie 2023 roku

W 2024 roku Kep1er odbyły swoją drugą trasę koncertową w Japonii pod nazwą Kep1er Japan Concert Tour 2024 „Fly-High”, występując w Chibie w Makuhari Event Hall w dniach 23–24 lutego oraz w Kobe w Kobe World Memorial Hall w dniach 2–3 marca. 14 lutego WakeOne i Swing Entertainment ogłosiły, że pierwszy japoński album studyjny grupy, Kep1going, zostanie wydany 8 maja. Jego tytułowy utwór „Straight Line” został wydany 23 kwietnia. 13 maja ogłoszono, że Kep1er wyda swój pierwszy koreański album studyjny Kep1going On 3 czerwca.
We wrześniu 2023 roku pojawiły się doniesienia, że WakeOne prowadzi rozmowy na temat przedłużenia kontraktów grupy z agencjami poszczególnych członkiń poza początkowy okres dwóch lat i sześciu miesięcy. W przypadku niepowodzenia tych negocjacji, grupa miała zostać rozwiązana w połowie 2024 roku. Do stycznia 2024 roku raportowano, że dyskusje na temat odnowienia kontraktów członkiń grupy nadal trwają. Kontrakt grupy miał wygasnąć w lipcu tego samego roku. 30 maja WakeOne ogłosiło, że wszystkie członkinie Kep1er, z wyjątkiem Mashiro i Yeseo, odnowiły swoje kontrakty. Mashiro i Yeseo opuściły grupę po koncertach zespołu w Jokohamie, które odbyły się 15 lipca.
30 września 2024 roku Kep1er podpisały kontrakt z Klap Entertainment, które będzie współzarządzać grupą wraz z WakeOne. 1 listopada Kep1er wydały swój szósty minialbum Tipi-tap, będący pierwszym wydawnictwem zespołu w siedmioosobowym składzie.

## Członkinie

### Obecne
| Pseudonim        | Pseudonim  | Prawdziwe imię                                 | Data urodzenia         | Narodowość       | Agencja                 | Miejsce w programie |
| Latynizacja      | Hangul     | Prawdziwe imię                                 | Data urodzenia         | Narodowość       | Agencja                 | Miejsce w programie |
| ---------------- | ---------- | ---------------------------------------------- | ---------------------- | ---------------- | ----------------------- | ------------------- |
| Yujin            | 유진       | Choi Yu-jin (kor. 최유진)                      | 12 sierpnia 1996 roku  | Korea Południowa | Cube Entertainment      | 3                   |
| Xiaoting         | 샤오팅     | Shen Xiaoting (chiń. 沈小婷)                   | 12 listopada 1999 roku |                  | Top Class Entertainment | 9                   |
| Chaehyun         | 채현       | Kim Chaehyun (kor. 김채현)                     | 26 kwietnia 2002 roku  | Korea Południowa | Wake One Entertainment  | 1                   |
| Dayeon           | 다연       | Kim Dayeon (kor. 김다연)                       | 2 marca 2003 roku      | Korea Południowa | Jellyfish Entertainment | 4                   |
| Hikaru           | 히카루     | Ezaki Hikaru (jap. 江崎 ひかる)                | 12 marca 2004 roku     | Japonia          | Avex Artist Academy     | 7                   |
| Huening Bahiyyih | 휴닝바히에 | Bahiyyih Jaleh Huening (kor. 바히에 자레 휴닝) | 27 lipca 2004 roku     | Korea Południowa | IST Entertainment       | 2                   |
| Youngeun         | 영은       | Seo Youngeun (kor. 서영은)                     | 27 grudnia 2004 roku   | Korea Południowa | Biscuit Entertainment   | 5                   |

### Byłe
| Pseudonim   | Pseudonim | Prawdziwe imię                    | Data urodzenia        | Narodowość       | Agencja           | Miejsce w programie |
| Latynizacja | Hangul    | Prawdziwe imię                    | Data urodzenia        | Narodowość       | Agencja           | Miejsce w programie |
| ----------- | --------- | --------------------------------- | --------------------- | ---------------- | ----------------- | ------------------- |
| Mashiro     | 마시로    | Sakamoto Mashiro (jap. 坂本 舞白) | 16 grudnia 1999 roku  | Japonia          | 143 Entertainment | 8                   |
| Yeseo       | 예서      | Kang Yeseo (kor. 강예서)          | 22 sierpnia 2005 roku | Korea Południowa | 143 Entertainment | 6                   |

## Dyskografia

### Albumy studyjne
| Rok        | Dane dot. albumu                                                                                             | Najwyższa pozycja | Najwyższa pozycja | Najwyższa pozycja | Sprzedaż                    |
| Rok        | Dane dot. albumu                                                                                             | KOR               | JPN               | JPN Hot           | Sprzedaż                    |
| Koreańskie | Koreańskie                                                                                                   | Koreańskie        | Koreańskie        | Koreańskie        | Koreańskie                  |
| ---------- | --- | ----------------- | ----------------- | ----------------- | --------------------------- |
| 2024       | Kep1going On - Wydany: 3 czerwca 2024 - Wytwórnia: Swing, Wake One - Format: CD, digital download, streaming | 5                 | 13                | 39                | - KOR: 84 321+ - JPN: 4347+ |
| Japońskie  | |                   |                   |                   |                             |
| 2024       | Kep1going - Wydany: 8 maja 2024 - Wytwórnia: WakeOne, Ariola Japan - Format: CD, digital download, streaming | –                 | 3                 | 2                 | - JPN: 69 237+              |

### Minialbumy
| Rok  | Dane dot. albumu | Najwyższa pozycja | Najwyższa pozycja | Najwyższa pozycja | Najwyższa pozycja | Najwyższa pozycja | Sprzedaż                       |
| Rok  | Dane dot. albumu | KOR               | JPN               | JPN Hot           | US                | US World Albums   | Sprzedaż                       |
| ---- | --- | ----------------- | ----------------- | ----------------- | ----------------- | ----------------- | ------------------------------ |
| 2022 | First Impact - Wydany: 3 stycznia 2022 - Wytwórnia: Swing, Wake One - Format: CD, digital download, streaming        | 1                 | 2                 | 10                | –                 | –                 | - KOR: 396 102+ - JPN: 35 427  |
| 2022 | Doublast - Wydany: 20 czerwca 2022 - Wytwórnia: Swing, Wake One - Format: CD, digital download, streaming            | 2                 | 9                 | 24                | –                 | –                 | - KOR: 353 401+ - JPN: 32 107+ |
| 2022 | Troubleshooter - Wydany: 13 października 2022 - Wytwórnia: Swing, Wake One - Format: CD, digital download, streaming | 2                 | 6                 | 21                | –                 | –                 | - KOR: 267 476+ - JPN: 21 182+ |
| 2023 | Lovestruck! - Wydany: 10 kwietnia 2023 - Wytwórnia: Swing, Wake One - Format: CD, digital download, streaming        | 2                 | 7                 | 29                | –                 | –                 | - KOR: 195 786+ - JPN: 12 726+ |
| 2023 | Magic Hour - Wydany: 25 września 2023 - Wytwórnia: Swing, Wake One - Format: CD, digital download, streaming         | 3                 | 7                 | 61                | –                 | –                 | - KOR: 108 058+ - JPN: 18 437+ |
| 2024 | Tipi-tap - Wydany: 1 listopada 2024 - Wytwórnia: WakeOne, Klap - Format: CD, digital download, streaming             | 6                 | 13                | 77                | 147               | 4                 | - KOR: 176 808+ - JPN: 4682+   |

### Single
| Rok                                                       | Tytuł           | Najwyższa pozycja | Najwyższa pozycja | Najwyższa pozycja | Najwyższa pozycja | Najwyższa pozycja | Najwyższa pozycja | Najwyższa pozycja | Najwyższa pozycja | Sprzedaż         | Album          |
| Rok                                                       | Tytuł           | KOR               | KOR               | JPN               | JAP Hot           | NZ                | SGP               | US World          | WW                | Sprzedaż         | Album          |
| Rok                                                       | Tytuł           | Circle            | Songs             | JPN               | JAP Hot           | NZ                | SGP               | US World          | WW                | Sprzedaż         | Album          |
| Koreańskie                                                | Koreańskie      | Koreańskie        | Koreańskie        | Koreańskie        | Koreańskie        | Koreańskie        | Koreańskie        | Koreańskie        | Koreańskie        | Koreańskie       | Koreańskie     |
| --------------------------------------------------------- | --------------- | ----------------- | ----------------- | ----------------- | ----------------- | ----------------- | ----------------- | ----------------- | ----------------- | ---------------- | -------------- |
| 2022                                                      | „Wa Da Da”      | 75                | 70                | –                 | 9                 | 24                | 11                | 13                | 77                | dane niedostępne | First Impact   |
| 2022                                                      | „Up!”           | –                 | –                 | –                 | 27                | –                 | 29                | –                 | –                 | dane niedostępne | Doublast       |
| 2022                                                      | „We Fresh”      | –                 | –                 | –                 | –                 | –                 | –                 | –                 | –                 | dane niedostępne | Troubleshooter |
| 2023                                                      | „Giddy”         | –                 | –                 | –                 | –                 | –                 | –                 | –                 | –                 | dane niedostępne | Lovestruck!    |
| 2023                                                      | „Galileo”       | –                 | –                 | –                 | 96                | –                 | –                 | –                 | –                 | dane niedostępne | Magic Hour     |
| 2024                                                      | „Shooting Star” | –                 | –                 | –                 | –                 | –                 | –                 | –                 | –                 | dane niedostępne | Kep1going On   |
| 2024                                                      | „Tipi-tap”      | –                 | –                 | –                 | –                 | –                 | –                 | –                 | –                 | dane niedostępne | Tipi-tap       |
| Japońskie                                                 |                 |                   |                   |                   |                   |                   |                   |                   |                   |                  |                |
| 2022                                                      | „Wing Wing”     | –                 | –                 | 2                 | 3                 | –                 | –                 | –                 | –                 | - JPN: 87 604    | Kep1going      |
| 2023                                                      | „I Do! Do You?” | –                 | –                 | 3                 | 3                 | –                 | –                 | –                 | –                 | - JPN: 51 993    | Kep1going      |
| 2023                                                      | „Grand Prix”    | –                 | –                 | 2                 | 6                 | –                 | –                 | –                 | –                 | - JPN: 68 448    | Kep1going      |
| 2024                                                      | „Straight Line” | –                 | –                 | –                 | –                 | –                 | –                 | –                 | –                 |                  | Kep1going      |
| „–” oznacza, że singiel nie był notowany na danej liście. |                 |                   |                   |                   |                   |                   |                   |                   |                   |                  |                |